# غريغ شو (لاعب هوكي جليد)
غريغ شو (بالإنجليزية: Greg Shaw)‏ هو لاعب هوكي جليد أمريكي، ولد في 28 فبراير 1990 في رأس كانافيرال في الولايات المتحدة.

## وصلات خارجية
- غريغ شو على موقع Paralympic.org (الإنجليزية)
- غريغ شو على موقع اللجنة الأولمبية والبارالمبية الأمريكية (الإنجليزية)